# Jommeke in de Far West
Jommeke in de Far West is het 30ste stripverhaal van Jommeke. De reeks wordt getekend door striptekenaar Jef Nys.

## Personages
- Jommeke
- Flip
- Filiberke
- Pekkie
- Dikke Springmuis
- Mieke Geit
- Houten Nek
- Koperen Keelgat
- Zoete Lelie
- Rollende Rots
- kleine rollen: stam van de Propere Voeten (o.a. Bonte Poema, Grote Buik, Blauwe Rug, Gladde Paling, Natte Wolk, Stenen Achterste, Fluitende Bever, Dansende Haas), stam van de Ketelbuiken (o.a. Brullende Vlieg, Halve Maan, Vliegende Bizon, Dansende Stier, Muizenklauw, Vlammende Geitebaard)

## Verhaal
Op een dag wint Filiberke een vliegtuig als hoofdprijs van een prijsvraag. Samen met Jommeke, Flip en Pekkie maakt hij een proefvlucht. Avontuurlijk als ze zijn, vliegen ze meteen de Atlantische Oceaan over, richting Amerika. Door de mist blijven ze doorvliegen tot ze ergens in het donker ergens op een vlak grasland kunnen landen. Als ze ontwaken, blijken ze omsingeld te zijn door Indianen. Deze nemen hen allemaal gevangen en de vrienden belanden aan de martelpaal.
De vrienden zijn geland in de jachtvelden van de indianenstam De Propere Voeten. Hun jachtvelden zijn geheim voor bleekgezichten en elk bleekgezicht is hun vijand en zal daarom worden gedood. Pekkie wordt gespaard als hij het nieuwe rijdier van het kleine opperhoofd Dikke Springmuis wordt. Flip zal dan weer strenger gestraft worden omdat hij voortdurend het opperhoofd en de tovenaar Houten Nek beledigt. Net op het moment dat de executie uitgevoerd zal worden, bereikt Koperen Keelgat de stam. De indiaan moet het nieuws brengen dat de dochter van het stamhoofd, Zoete Lelie, door de vijanden van de stam gevangengenomen wordt, net zoals vier stamleden die haar wilden bevrijden. Indien de Propere Voeten zich niet aan de Ketelbuiken overgeven zal Zoete Lelie sterven. Wanneer Jommeke openlijk medelijden toont met het verdriet van Dikke Springmuis, besluit het opperhoofd om de blanken een kans te geven. Zij moeten zijn dochter bevrijden in ruil voor hun vrijheid.
Na een avontuurlijke tocht bereiken de vrienden het kamp van de Ketelbuiken. Flip kan gemakkelijk spioneren in het kamp en ontdekt al vlug waar iedereen gevangengenomen zit en dat zij zo snel mogelijk bevrijd moeten worden. Hij bedenkt een list om probleemloos in het kamp binnen te dringen. De indianen kennen geen sprekende papegaaien. Hij stelt zich bij de Ketelbuiken en hun opperhoofd Rollende Rots voor als een sprekende vogel en de boodschapper van de 'Grote Geest'. Hij lokt alle Ketelbuiken het kamp uit, waardoor Jommeke en Filibereke Zoete Lelie en de andere Propere Voeten kunnen bevrijden. Wanneer zij het kamp van de Propere Voeten bereiken, hebben de Ketelbuiken ontdekt dat hun gevangenen verdwenen zijn. Zij willen de Propere Voeten aanvallen. Jommeke en Filiberke vallen de Ketelbuiken echter aan met hun vliegtuigje, iets wat de Ketelbuiken niet kennen. Dikke Springmuis dankt zijn nieuwe blanke vrienden en schenkt hun de vrijheid en Pekkie terug. Jommeke mag zelfs met Zoete Lelie trouwen. Na het roken van de vredespijp keren de vrienden echter terug naar huis.

## Achtergronden bij het verhaal
- In dit album komt de indianenstam De Propere Voeten voor het eerst voor. De verhaallijn met wilde indianenstammen uit het Wilde Westen zou een populair thema worden en in verschillende albums herhaald worden. De Propere Voeten worden de vrienden van Jommeke en zullen hem in tal van avonturen helpen of zijn hulp inroepen. Ook de stam van de Ketelbuiken, de aartsvijand van de Propere Voeten, zal in latere albums nog vaak voorkomen.
- Na een kort bezoek aan de hoofdstad van de Verenigde Staten in het album Geheime opdracht is dit pas het tweede bezoek van Jommeke aan Noord-Amerika en de eerste keer aan het Wilde Westen met zijn indianen.
- In het taalgebruik van de indianen toont Jef Nys zich heel creatief om zaken te omschrijven. Dit leidt ook tot aangepaste namen voor Jommeke en zijn vrienden. Jommeke en Filiberke worden de wittekop en zwartekop genoemd, Flip is de sprekende vogel en Pekkie Zwarte Donder. Deze namen blijven in voege in latere albums.
- Dit album is een typisch avonturenalbum in een onbekend gebied vol gevaren waarbij eens niet naar een schat gezocht wordt, maar een meisje bevrijd moet worden.
- In de normale wereld zou het volstrekt onmogelijk zijn dat twee kinderen een sportvliegtuig zouden winnen en er zonder vliegbrevet mee naar Amerika zouden kunnen vliegen. Voor het avontuur in het Wilde Westen is dit echter bijzaak en iets wat de fantasie van de jeugdige lezer moet prikkelen.